# Karlovy Vary dolní nádraží
Karlovy Vary dolní nádraží – stacja kolejowa w Karlowych Warach, w kraju karlowarskim, w Czechach. Jest ważnym węzłem kolejowym. Położona na lewym brzegu rzeki Ohrza, na wysokości 371 m n.p.m.. 

## Linie kolejowe
- 141: Karlovy Vary - Merklín
- 142: Karlovy Vary - Johanngeorgenstadt
- 149: Karlovy Vary - Mariánské Lázně